# 遙かなる想い
『遙かなる想い』（原題：Forgiven, Not Forgotten）は、アイルランドのバンド、ザ・コアーズが1995年に発表した初のスタジオ・アルバム。

## 背景
プロデュースは143 レコードの設立者であるデイヴィッド・フォスターにより、また、ザ・コアーズのメンバーであるジム・コアーも共同プロデューサーとしてクレジットされた。1995年7月15日、ボブ・ラディック(Bob Ludwig)によりマスタリングが行われて、9月にリリースされた。

## 反響
バンドの母国アイルランドでは、アルバム・チャートの最高位は2位止まりであったが、売り上げ数は4×プラチナを超え、アイルランドのグループのデビュー作としては特に成功した作品の一つとなった。なお、ザ・コアーズはその後、6作連続でアイルランドのアルバム・チャート1位を獲得している。アメリカでは、1995年に『ビルボード』誌のヒートシーカー・チャートで3位に達し、翌年には総合チャートのBillboard 200で131位に達した。
オーストラリアでは1996年8月25日付のアルバム・チャートで1位を獲得し、断続的ではあるが合計3週にわたって1位を獲得した。イギリスでは1996年3月2日付の全英アルバムチャートに36位で初登場し、同年4月6日付のチャートを最後にトップ100圏内から落ちるが、その後何度もトップ100に再浮上を繰り返して、1999年1月23日付で初のトップ10入りを果たし、同年4月10日付で最高2位に達するロング・ヒットとなった。
フランスでは、1997年2月8日付のアルバム・チャートで初登場49位となり、翌週にはチャート圏外に転落するが、1999年から2001年にかけて、何度か再浮上している。オランダでは発売当時はヒットに至らなかったが、ザ・コアーズの人気の上昇に伴い、2000年2月26日付のアルバム・チャートでトップ100入りを果たして、同年3月25日付で最高38位に達した。

## 収録曲
特記なき楽曲はザ・コアーズ作。1. 4. 8. 9. 12. 15.はインストゥルメンタル。
1. エリン・ショアー（トラディショナル・イントロ） - "Erin Shore (Traditional Intro)" - 0:27
2. 遙かなる想い - "Forgiven, Not Forgotten" - 4:15
3. ヘヴン・ノウズ - "Heaven Knows" - 4:18
4. アロング・ウィズ・ザ・ガールズ - "Along with the Girls" - 0:49
5. サムデイ - "Someday" (The Corrs, David Foster) - 3:51
6. ランナウェイ - "Runaway" - 4:24
7. ライト・タイム - "The Right Time" - 4:07
8. ミンストレル・ボーイ - "The Minstrel Boy" - 2:12
9. トス・ザ・フェザーズ - "Toss the Feathers" - 2:49
10. ラヴ・トゥ・ラヴ・ユー - "Love to Love You" - 4:08
11. シークレット・ライフ - "Secret Life" - 4:31
12. カラロウ・ジグ - "Carraroe Jig" - 0:52
13. クローサー - "Closer" - 4:05
14. リーヴ・ミー・アローン - "Leave Me Alone" - 3:40
15. エリン・ショアー - "Erin Shore" - 4:14

### 日本盤ボーナス・トラック
1. サムバディ・エルス・ボーイフレンド - "Somebody Else's Boyfriend" - 3:57

## 参加ミュージシャン
- アンドレア・コアー - ボーカル、ティン・ホイッスル
- シャロン・コアー - ヴァイオリン、バッキング・ボーカル
- キャロライン・コアー - バウロン、ドラムス、バッキング・ボーカル
- ジム・コアー - ギター、キーボード、バッキング・ボーカル、アレンジ

アディショナル・ミュージシャン
- デイヴィッド・フォスター - キーボード、アレンジ
- サイモン・フラングレン - シンクラヴィア・プログラミング
- マイケル・トンプソン - ギター
- サイモン・フィリップス - ドラムス(on 9.)
- ニール・スチューベンハウス - ベース(on 9.)
- タル・ハーツバーグ - ベース(on 11.)
- Bill Whelan - ケルティック・ドラム・アレンジ
- Noel Eccles - ケルティック・ドラム
- Des Reynolds - ケルティック・ドラム